# Eduard von Kielmansegg

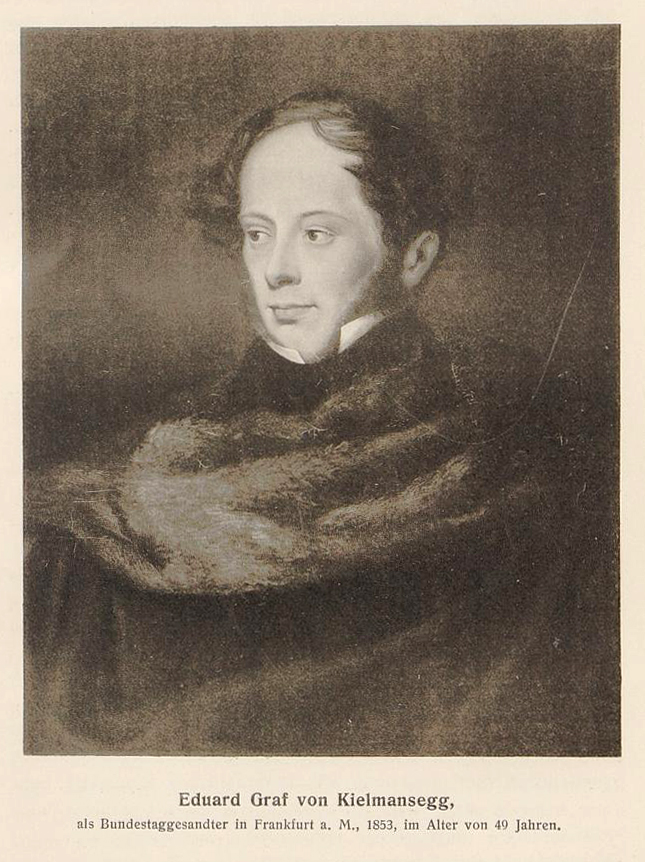
Porträt „Eduard Graf von Kielmannsegg, als Bundestaggesandter in Frankfurt a. M., im Alter von 49 Jahren“;
nach einem Ölgemälde von Auguste von Schulte

Eduard Georg Ludwig William Howe Graf von Kielmansegg (auch: Kielmannsegg, Kielmannsegge; * 15. Februar 1804 in Hannover; † 6. März 1879 in Blumenau bei Wunstorf) war Ministerpräsident des Königreichs Hannover.

## Leben
Kielmansegg entstammte dem holsteinisch/hannoverschen Zweig der Familie Kielmansegg(e), der in besonderer Weise mit dem Welfenhaus verbunden war. Er wurde als zweiter Sohn des königlich hannoverschen Oberstallmeisters Ludwig Friedrich Graf von Kielmansegg und der Gräfin Frederike Eleonore von Wallmoden-Gimborn, Tochter des kurhannoverschen Feldmarschalls Graf Johann Ludwig von Wallmoden-Gimborn geboren. Ludwig von Kielmansegg war sein älterer, Alexander von Kielmansegg sein jüngerer Bruder.
Von 1818 bis März 1821 besuchte er die Klosterschule Ilfeld. Nach einer Reise mit den Eltern an die Côte d’Azur und in die Schweiz begann er im Sommer 1821 in Genf ein Studium der Rechtswissenschaften. Im Herbst 1821 wechselte er an die Universität Göttingen, wo er sich am 8. November immatrikulierte. In Göttingen war er im Corps Vandalia aktiv. Für sein Abschluss-Semester ging er im Herbst 1824 an die Universität Berlin. Im Juni 1825 bestand er das juristische Examen und trat in den hannoverschen Staatsdienst ein. Seine erste Stelle war als Auditor beim Bezirksamt Wennigsen. 1828 bestand er das Assessor-Examen und kam an das Amt Lauenau. 1831 wurde er Assessor cum voto (mit Stimmrecht) bei der Klosterkammer Hannover. Ende 1838 erfolgte seine Ernennung zum Kammerrat bei der Domänenkammer. 
Seit Februar 1842 war er in der Kabinettskanzlei von König Ernst August tätig, ab 1843 als Kabinettsrat. Anfang 1847 übertrug ihm der König nach dem Tod von Caspar Detlev von Schulte das Handels- und Finanzressort. Kielmansegg tat sich vor allem durch sein Eintreten für den Erhalt der Privilegien des Adels und gegen die Liberalisierung des Königreichs Hannover hervor. Infolge der Unruhen von 1848 wurde Kielmansegg aus seiner Stellung verdrängt, behielt aber das Vertrauen des Königs, für den er vorübergehend dessen Privatvermögen nach Hamburg brachte. Kielmansegg arbeitete daraufhin als Mitglied der Ersten Kammer der Ständeversammlung des Königreichs Hannover gegen das Märzministerium und die 1848 eingesetzte Verfassung an, um die Wiederherstellung der verlorengegangenen Adelsprivilegien zu erreichen, hatte zunächst aber keinen Erfolg. Im August 1848 zog er sich auf das Wallmodensche Gut Walshausen bei Hildesheim zurück. 1849 reiste er nach Mailand und Pavia, wo sein Bruder Alexander, schwerverwundet in der Schlacht bei Novara, im Sterben lag. 1850 erbte er das Schloss Blumenau von seinem Onkel Erich von Kielmansegg, das dann der Hauptwohnsitz für ihn und seine Familie wurde. Ende des Jahres sandte ihn der Köning in diplomatischer Mission nach Wien. 
Am 2. Januar 1853 berief ihn der neue König Georg V. in den Hannoverschen Staatsrat. Am 8. April 1853 erhielt er die Ernennung zum Geheimen Rat und hannoverschen Bundestagsgesandten in Frankfurt am Main. Damit verbunden war er hannoverscher Gesandter im Großherzogtum Hessen und im Großherzogtum Baden. Seinen Instruktionen entsprechend und aus eigener Überzeugung befürwortete er eine Großdeutsche Lösung und stimmte für Hannover in allen wichtigen Fragen mit Österreich, was zu Konflikten mit dem preußischen Gesandten Otto von Bismarck führte.
Am 29. Juli 1855 wurde Kielmansegg zum Ministerpräsidenten sowie zum Minister der Finanzen und des Handels ernannt. Er erklärte daraufhin am 1. August 1855 die 1848 vereinbarte Verfassung für aufgehoben und die von 1840 für wiederhergestellt. 1856 wurde er dazu noch Minister des Königlichen Hauses. Er führte die Regierung im Sinne des Adels und zu Gunsten des Königs. Zu seinen wirtschaftsfördernden Entscheidungen zählten die Gründung der Hannoverschen Bank 1856, der Georgsmarienhütte im selben Jahr, der Erwerb der Bergwerke Barsinghausen durch den Staat und die Ablösung des Stader Elbzolls. Nach einem Streit um die Einführung eines neuen Katechismus (Hannoverscher Katechismusstreit) und im Zusammenhang mit der Ernennung von Wilhelm von Hammerstein zum Innenminister bat Kielmansegg am 10. Dezember 1862 um seine Entlassung, die ihm auch gewährt wurde. Als Mister des Königlichen Hauses blieb er noch bis März 1863 im Amt, um den Erbverbrüderungsvertrag zwischen Hannover und dem Herzogtum Braunschweig zum Abschluss zu bringen. Der Vertrag regelte die Erbfolge von Herzog Wilhelm, kam aber durch preußischen Druck nicht zur Durchführung. 

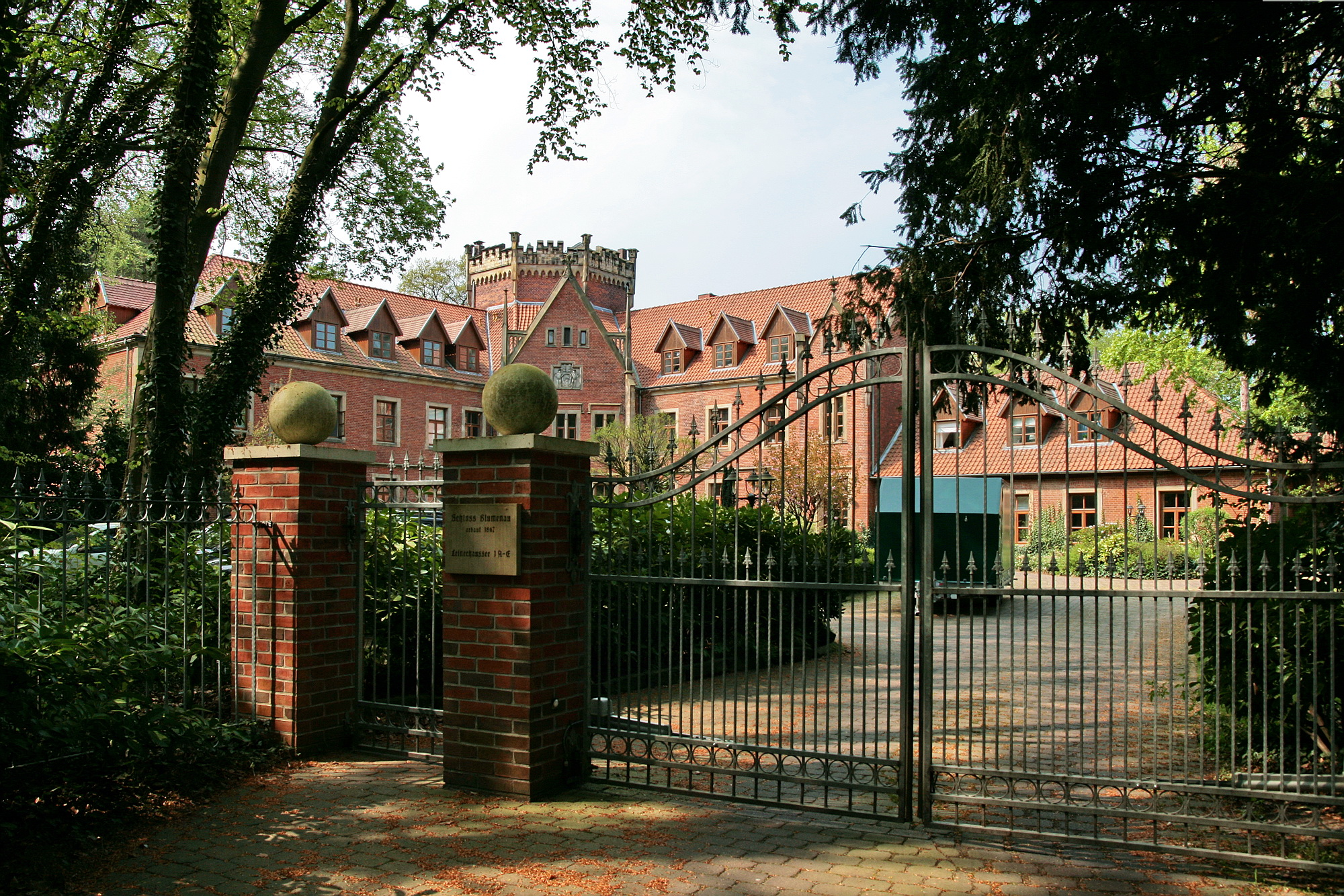
Schloss Blumenau

Nach seiner Entlassung zog sich Kielmansegg nach Blumenau zurück, wo er das Herrenhaus 1865 neu erbauen ließ; er ist nicht wieder öffentlich hervorgetreten. 1864 reiste er nach Rom. In Blumenau erlebte er auch die Katastrophe von 1866, die preußische Annexion des Königreichs Hannover. Im März 1867 transportierte er, gemeinsam mit seiner Frau, den hannoverschen Kronschatz vom Schloss Marienburg heimlich nach London. 1869 erhielt das Ehepaar von Georg V. den Auftrag, den Kronschatz von London wieder abzuholen und nach Gmunden zu bringen, was der Gräfin gemeinsam mit ihrem Sohn Alexander ebenfalls unbemerkt gelang.
Dem Familienvertrag vom 28. Februar 1862 zufolge war Kielmansegg Besitzer des Familienfideikommisses Gülzow im Kreis Herzogtum Lauenburg. Daraufhin verkaufte er das Rittergut Wiegersen.
Kielmansegg starb am 6. März 1879 auf seinem Schloss Blumenau bei Hannover.

## Familie

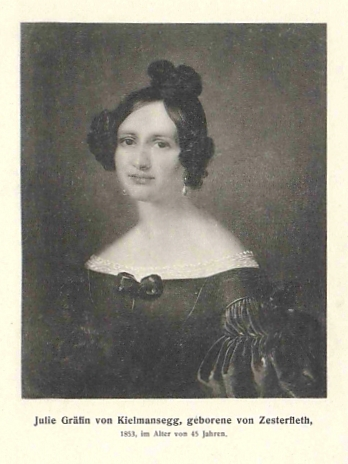
Juliane von Zesterfleth (1853)

Er war seit dem 4. September 1832 mit Juliane von Zesterfleth (* 15. Februar 1808; † 28. November 1880) verheiratet. Das Paar hatte folgende Kinder:
- Alexander (* 13. August 1833; † August 1914) auf Gülzow, ⚭ Sophia Philippa Sidney († 12. Mai 1907), Tochter von Sophia Sidney, Baroness De L’Isle and Dudley
- Thedel (1836–1867), auf Wiegersen ⚭ 1863 Louise von Kielmansegg (1833–1901) (Tochter von Ludwig Graf von Kielmansegg auf Gültzow (1798–1873))
- Oswald (1838–1896), ⚭ Leontine Gräfin Paar (1844–1912)
- Erich (* 13. Februar 1847; † 5. Februar 1923), ⚭ Anastasia Lebedewna von Lebedeff (* 22. Februar 1860; † 20. Februar 1912)[5]

Drei seiner Söhne gingen in österreichische Dienste.

## Auszeichnungen
- Guelphenorden
  - 4. Klasse (1843)
  - Ritter (4. Juni 1845)
  - Kommandeur I. Klasse (1854)
  - Großkreuz (27. Mai 1856)
- Orden der Eisernen Krone (Österreich), Großkreuz
- Christusorden (Brasilien), Großkreuz
- Leopoldsorden (Belgien), Großkreuz
- Orden Heinrichs des Löwen
  - Ritter (1842)
  - Großkreuz

## Werke
Gemeinsam mit seinem Sohn Erich Graf von Kielmansegg gab er eine Familienchronik der Herren, Freiherren und Grafen v. Kielmannsegg (Digitalisat) heraus.